# 遼寧角龍屬
遼寧角龍屬（學名：Liaoceratops）是新近發現的恐龍，被認為是早期的角龍亚目。牠生存在下白堊紀，約1億2600萬年前。牠是由美國及中國科學家組成的挖掘隊伍在中國發現的。遼寧角龍的體型比後期的角龍類恐龍小型很多，但卻讓人了解這類謎一般恐龍的早期演化過程。

## 發現
遼寧角龍是在中國遼寧省發現，當地因曾發現好幾類有羽毛恐龍的化石而聞名。這個骨床亦有昆蟲、銀杏樹及其他恐龍（包括早期傷齒龍科的中國獵龍）的化石。這個地區出土的化石，充滿了豐富的演化資訊，包含恐龍、哺乳類、昆蟲、以及開花植物。
模式種是燕子溝遼寧角龍（L. yanzigouensis），是在2002年由徐星、彼得·馬克維奇（Peter Makovicky）、汪筱林、尤海魯所敘述、命名。屬名意為「遼寧省的有角面孔」，種名則是以燕子溝鎮為名。
正模標本（編號IVPP V12738）是一個幾乎完整的頭顱骨，發現於義縣組，地質年代為巴列姆階。副模標本（編號IVPP V12633）是一個幼年個體的頭顱骨。在2007年，發現另一個年齡更小的頭顱骨，缺乏顱頂，被認為可能遭到掠食動物挖開腦殼。

## 分類
遼寧角龍較為小型，正模標本頭顱骨長15.4公分，體重估計約重7嗙，只有不明顯的顴角及頭盾。這些特徵幫助了解角龍下目的分開演化。早在著名的三角龍出現於北美洲之前，角龍下目就已經分裂了兩個演化支：新角龍類（有角及頭盾的主分支）及鸚鵡嘴龍科（小型、有似鸚鵡喙嘴，是個輻射演化的結果）；遼寧角龍被發現時，是當時最原始的新角龍類恐龍。
遼寧角龍使科學家知道三角龍及其近親是由非常小型的亞洲角龍類恐龍演化而來。這些小型、原始的恐龍是科學家更有興趣的研究對象，因為牠們提供了有關演化的資料。原始恐龍可以將不同類別的恐龍互相連接在一起，並繪出演化模式。
從遼寧角龍得知演化的分裂大約在白堊紀的最早期發生。而且，牠顯示出角龍亚目在更早時就已經演化出了牠們的特徵，並演化得更為迅速。

## 角及頭盾
雖然遼寧角龍只有不完整角及頭盾，但牠卻可以幫助科學家了解更多角及頭盾在角龍亚目中的角色。角及頭盾最初被認為是用作攻擊及防衛的器官，但古生物學家都認為這些是物種分別及吸引異性之用。遼寧角龍在兩隻眼睛下面有一小型的角，由於非常小型，估計都是作視覺展示用而非防衛。

## 外部連結
- 遼寧角龍的簡介 Dino Directory